# رود ماكنزي
رود ماكنزي (بالإنجليزية: Rod Mackenzie)‏ هو سياسي أسترالي، ولد في 17 أكتوبر 1933. حزبياً، نشط في حزب العمال الأسترالي. وقد انتخب عضو المجلس التشريعي الفيكتوري.